# Werner Kühlbrandt
Werner Kühlbrandt (* 7. Dezember 1951) ist ein deutscher Biophysiker. Ab 1997 war er Direktor am Max-Planck-Institut für Biophysik in Frankfurt am Main und „Wissenschaftliches Mitglied“ der Max-Planck-Gesellschaft.

## Leben
Kühlbrandt studierte von 1971 bis 1977 Chemie an der FU Berlin. Am King’s College London absolvierte er 1974 bis 1975 einen Bachelor-Kurs in Biophysik. Kühlbrandt promovierte danach bis 1981 im Fach Molekularbiologie beim Medical Research Council (LMB) in Cambridge, zwischen 1981 und 1984 war er Postdoktorand am Institut für Zellbiologie der ETH Zürich, danach bis 1987 Postdoktorand am Imperial College London. Nach einem Jahr als „Visiting Scientist“ am Lawrence Berkeley Laboratory in Berkeley/Kalifornien wurde er ab 1988 Gruppenleiter am EMBL in Heidelberg. 1992 habilitierte er sich an der Universität Heidelberg für Biophysik. 1997 wurde er zum Direktor am MPI für Biophysik berufen.
Ab 1973 wurde sein Studium durch die Studienstiftung des Deutschen Volkes gefördert. Von 1986 bis 1991 war er Heisenberg Fellow der DFG. 1992 wurde er zum Mitglied der European Molecular Biology Organization gewählt. Seit 2003 ist er Mitglied der Leopoldina, die ihm 2021 ihre Cothenius-Medaille verlieh.

## Forschungsgebiete
Kühlbrandt forscht vor allem über Strukturen und Mechanismen von Membranproteinen und an deren zwei- und dreidimensionaler Kristallisation. Weiter arbeitet er mit Kryo-Elektronenmikroskopie und Elektronen-Tomografie an der Strukturaufklärung von Biomolekülen und an der Bildverarbeitung der gewonnenen Daten. Ebenso forscht er mit Kryo-Elektronenmikroskopie über die molekulare Basis des Alterns von Mitochondrien.

## Wissenschaftliche und akademische Ämter (Auswahl)
Kühlbrandt hatte und hat zahlreiche Ämter in Forschungsverbünden inne: So war er von 2008 bis 2012 Principal Investigator eines EU-Projektes und des Sonderforschungsbereiches 807. Von 2007 bis 2012 war er Mitglied im Leitungsgremium des Exzellenzclusters Makromolekulare Komplexe. Seit 2012 ist er Mitglied im Editorial Board der Open-Access-Zeitschrift eLife, seit 1990 war er langjähriges Mitglied im Editorial Board mehrerer Zeitschriften, etwa der EMBO Reports und des EMBO Journal. Ab 2009 war er Leiter des Scientific Advisory Board des EMBL.

## Video
- Werner Kühlbrandt: How Does the Molecular Machine That Drives Energy Conversion in the Cell Membrane Work? In: lt.org. Latest Thinking, abgerufen am 16. März 2017 (englisch, Videopräsentation).